# Церковь Христа Искупителя (Иерусалим)
Церковь Христа Искупи́теля (нем. Erlöserkirche) — немецкая лютеранская церковь в христианском квартале Старого города Иерусалима в Муристане. Северная стена церкви выходит на Виа Долороза.

## История
Формирование немецкой общины в Иерусалиме датируется началом XIX века, когда в 1841 году было создано совместное англо-прусское епископство, а в 1871 году — немецкая лютеранская конгрегация в бывшей часовне крестоносцев (сейчас это здание называется часовня святого Иоанна).
В 1893 году на месте храма XI века святой Марии Латинской (Santa Maria la Latina) при поддержке Германского императорского дома было начато строительство новой церкви, которая была освящена в День Реформации 31 октября 1898 года. На церемонии присутствовал кайзер Вильгельм II. Закрытый северный вход здания украшен изображениями знаков Зодиака и является сохранившейся частью средневековой постройки. В 1970—1973 годах в церкви проведены серьёзные реставрационные и реконструкционные работы, в ходе которых добавлены мозаики внутри и снаружи здания. С колокольни хорошо видны мусульманский (на северо-востоке), еврейский (на юго-востоке), армянский (на северо-западе) и христианский (на юго-западе) кварталы; чтобы подняться на неё надо преодолеть 178 ступеней.
В настоящее время владельцем здания является Немецкий евангелический иерусалимский фонд (нем. Deutsche Evangelische Jerusalemstiftung), центр которого находится в городе Ганновер. В церкви проходят богослужения на немецком и арабском языках. Помимо данного здания фонду принадлежит церковь Вознесения на Масличной горе.

## Галерея

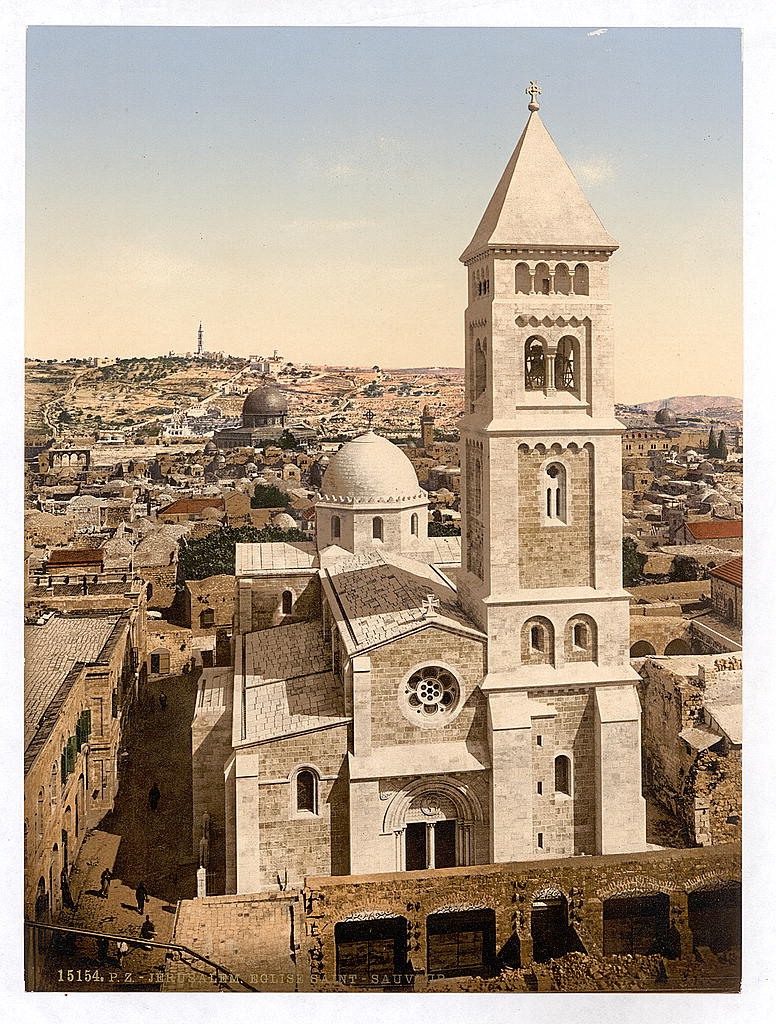
Церковь в 1900 году
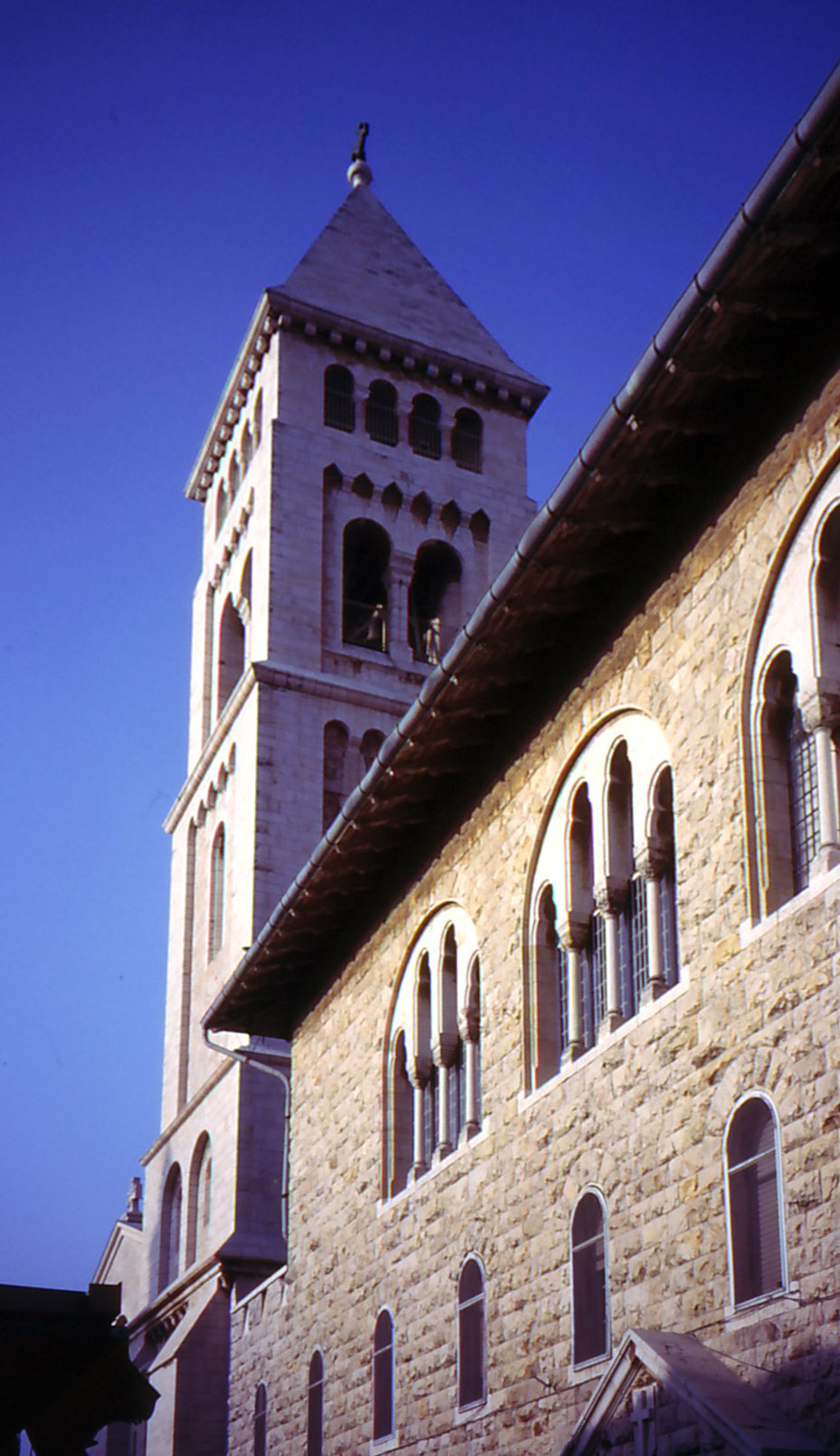
Колокольня
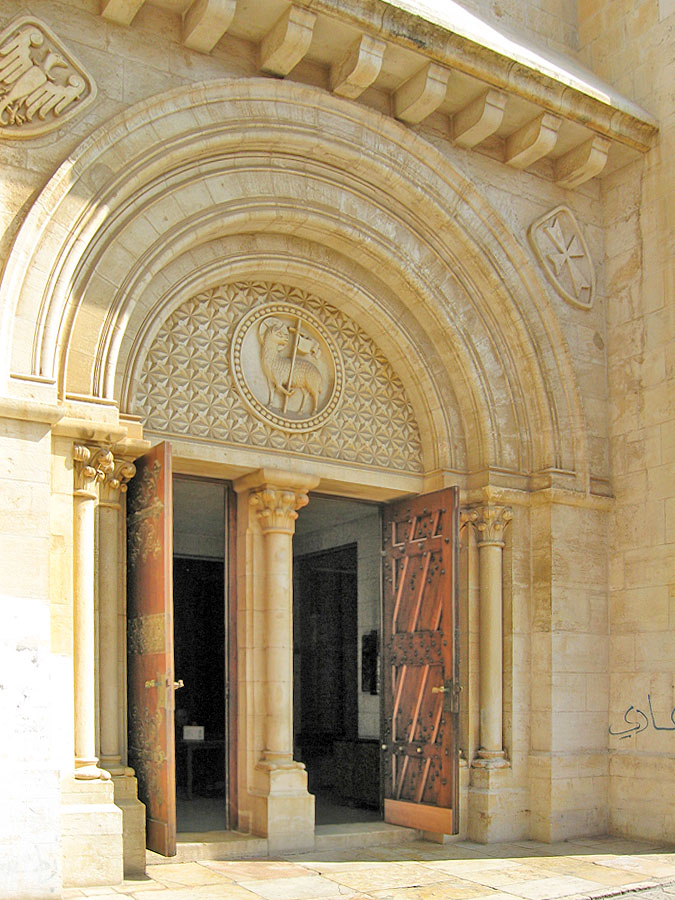
Западный входной портал
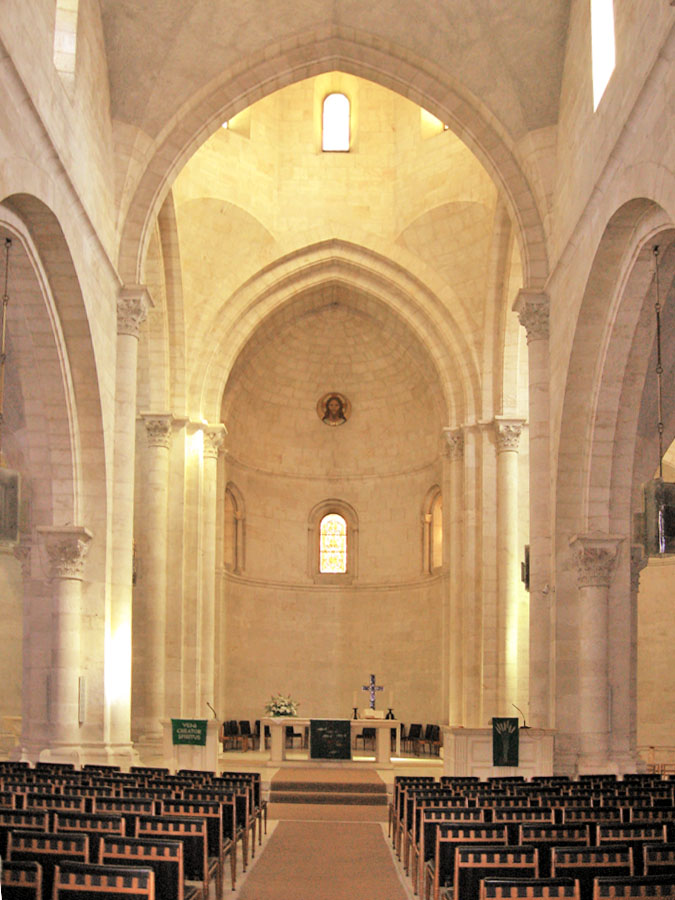
Интерьер. Вид на алтарь